# Agrotis achromatica
Agrotis achromatica är en fjärilsart som beskrevs av George Francis Hampson 1903. Agrotis achromatica ingår i släktet Agrotis och familjen nattflyn. Inga underarter finns listade i Catalogue of Life.